# Possuídas pelo Pecado
Possuídas pelo Pecado é um filme brasileiro de 1976, do gênero suspense, dirigido por Jean Garrett.

## Elenco
- David Cardoso ....... André[2]
- Benjamin Cattan ....... dr. Leme[2]
- Agnaldo Rayol ....... Marcelo[2]
- Helena Ramos ....... Anita[2]
- Luiz Carlos Braga ....... médico[2]
- Ruthinéa de Moraes ....... Isaura[2]
- Zilda Sedenho ....... Juçara[2]
- Meiry Vieira ....... Raquel[2]
- Nicole Puzzi ....... Dora[2]
- Márcia Real ....... mãe[2]
- Zilda Mayo[2]
- Ubirajara Gama[2]
- Gilberto Marques[2]
- Miro Carvalho[2]
- Alvino Correa[2]
- Marthus Mathias[2]
- Ana Paula[2]
- Hélia Pelitzer[2]
- Tyhana Perckle[2]

## Sinopse
Rico e idoso, Leme decide largar a mulher Raquel, que não pôde lhe dar filhos, para se entregar ao álcool e às aventuras amorosas. Raquel começa um caso com seu motorista. Todos, sem saber, acabarão envolvidos numa trama criminosa.